# Pau Alabajos
Pau Alabajos i Ferrer, född 1982 i Torrent, är en valenciansk (spansk) singer-songwriter och politiker. Som musiker debuterade han 2004 med sitt första album, och han har därefter bland annat tonsatt och läst upp dikter av flera valencianska poeter.
Alabajos är sekreterare i Col·lectiu Ovidi Montllor (COM), en musikerorganisation i Valencia-regionen. Sedan 2015 är han kommunfullmäktigeledamot i hemstaden Torrent.

## Biografi

### Tidig karriär
Pau Alabajos inledde sin musikaliska bana som gatumusiker i den gamla staden i Valencia. Där framförde han versioner av egenkomponerade sånger.
2004 publicerades hans debutalbum Futur en venda ('framtid till salu'), för vilket han fick motta Premi Ovidi Montllor för bästa låttexter – för "Cançó explícita". 2008 kom Alabajos andra album Teoria del caos, vilket blev uppmärksammat även i Katalonien och tilldelades musiktidningen Enderrocks läsarpris för bästa singer-songwriter-album.
Båda de första albumen kom ut på Cambra Rècords, medan 2001 års Una amable, una trista, una petita pàtria publicerades av Bureo Músiques.

### Turnéer och poesiprojekt
Under de kommande åren spelade Pau Alabajos även på festivaler och scener utanför Spanien, exempelvis i Tyskland, Frankrike, Italien, Israel, Palestina, Portugal, Tjeckien, Panama, Kanada, USA, Grekland och Uruguay.
Den 29 september 2012 genomfördes en jubileumskonsert på Palau de la Música de València, tio år efter inledningen av Alabajos musikkarriär. På scen assisterades Alabajos där av totalt ett drygt 80-tal andra musiker, inklusive Orquestra Simfònica del Coral Romput och musikerkollegorna Núria Cadenes, Amàlia Garrigós, Feliu Ventura, Cesk Freixas och Miquel Gil. Det gjordes också en uppläsningar av dikter av Vicent Andrés Estellés. Konserten spelades in och gavs två år senare ut som #paualpalau på skivboladet RGB Suports.
Den 15 juni 2013 presenterades Pau Alabajos diu Mural del País Valencià de Vicent Andrés Estellés ('Palau Alabajos läser "Mural del País Valencià" av Vicent Andrés Estellés') på auditoriet i Valencias botaniska trädgård. Denna kombinerade bok- och musikproduktion kretsade kring 14 dikter av den då bortgångne poeten från Burjassot. Under skivinspelningen av scenföreställningen ackompanjerade pianisten Stefanos Spanopoulos diktuppläsningen.

### Senare album
Pau Alabajos återkom 2016 med sitt totalt sjunde album, L'amor i la ferocitat ('kärleken och vildsintheten'). Det spelades in vid Alex the Great-studion i amerikanska Nashville, med Brad Jones som producent. Albumet innehöll bland annat en version av Ovidi Montllors "M'aclame a tu" och två tonsättningar av dikterna "La pell de brau. XLVI" av Salvador Espri och "Sóller" av Bartomeu Rosselló-Pòrcel.
2018 kom Ciutat a cau d'orella ('stad vid örat'), en bearbetning i musikform av Vicent Andrés mest kända dikter. Bland dessa hördes på albumet "Saló", "Els amants", "Sonata d'Isabel" och "Coral romput".
I början av 2020 publicerades albumet Hores mortes ('Döda timmar'). Albumtiteln är hämtad från en av de tre dikterna av Miquel Martí i Pol som Alabajos tonsatt på albumet.

### Annan verksamhet
Pau Alabajos har på senare år ägnat allt mer tid åt sitt sekreterarskap för Col·lectiu Ovidi Montllor, en intresseförening för valencianska tonsättare och musiker. Han har även deltagit i ett antal debatter och konferenser omkring musikers rättigheter.
Vid de spanska kommunvalen 2015 ställde Alabajos upp som kandidat till kommunfullmäktige i hemkommunen Torrent. Han valdes in och representerar i stadens politiska församling Compromís, ett regionparti med kopplingar till rikspartiet Podemos.
2013 tog Pau Alabajos examen i katalansk filologi vid Valencias universitet.

## Diskografi
- 2004 – Futur en venda ('Framtid till salu'), Cambra Rècords
- 2008 – Teoria del caos ('Kaosteori'), Cambra Rècords
- 2011 – Una amable, una trista, una petita pàtria ('Ett älskvärt, trist och litet hemland'), Bureo Músiques
- 2012 – Cesk Freixas i Pau Alabajos – Concert especial Barnasants 2012, Barnasants
- 2013 – Pau Alabajos diu Mural del País Valencià de Vicent Andrés Estellés ('Pau Alabajos läser "Mural del País Valencià" av Andrés Estellés'), Bureo Músiques
- 2014 – #Paualpalau, RGB Suports
- 2016 – L'amor i la ferocitat ('Kärleken och vildsintheten'), Bureo Músiques
- 2018 – Ciutat a cau d'orella ('Stad vid örat'), Bureo Músiques
- 2020 – Hores mortes ('Döda timmar'), RGB Suports

## Bildgalleri
- Intervju med Pau Alabajos, gjord av tidskriften Tres Deu. (katalanska)
- Intervju med Pau Alabajos, gjord av kollektivet Melderomer. (katalanska)